# Grandcourt (Seine-Maritime)
Grandcourt település Franciaországban, Seine-Maritime megyében. Lakosainak száma 295 fő (2022. január 1.). Grandcourt Dancourt, Fresnoy-Folny, Guerville, Melleville, Preuseville, Puisenval és Villy-sur-Yères községekkel határos.

## Népesség
A település népességének változása:
| Lakosok száma | 368  | 355  | 356  | 341  | 334  | 328  | 317  | 306  | 295  |
|               | 2013 | 2015 | 2016 | 2017 | 2018 | 2019 | 2020 | 2021 | 2022 |